# Crest'Ota
Crest'Ota är en bergstopp i Schweiz.   Den ligger i regionen Albula och kantonen Graubünden, i den östra delen av landet, 160 km öster om huvudstaden Bern. Toppen på Crest'Ota är 2 496 meter över havet.
Terrängen runt Crest'Ota är huvudsakligen bergig, men den allra närmaste omgivningen är kuperad. Runt Crest'Ota är det glesbefolkat, med 11 invånare per kvadratkilometer.. Närmaste större samhälle är Thusis, 17,2 km norr om Crest'Ota. 
Trakten runt Crest'Ota består i huvudsak av gräsmarker.